# Припустиме загасання
Припустиме загасання, припустиме затухання (англ. fade margin) в бездротових телекомунцікаціях означає таке: 
- проектний запас підсилення передавача або чутливості приймача, для забезпечення функціонування системи в межах очікуваного загасання радіосигналу;
- кількісна величина, на яку може бути послаблений отриманий сигнал без зниження продуктивності системи нижче заданого порогового значення. Приміром, система globalstar функціонує з припустимим загасанням не менш ніж 25-35 дБ.